# 伯克利县机场
伯克利县机场（英語：Berkeley County Airport）是位于美国北卡罗莱纳州伯克利县的民用机场，距离蒙克斯科纳中央商务区一海里。尽管世界上许多机场使用三个字母的IATA代码，但国际航空运输协会没有授予伯克利机场代码，而把MKS代码授予了埃塞俄比亚的梅坎塞兰机场。本机场的MKS三位代码是由美国联邦航空管理局授予的。

## 机场相关
伯克利县机场海拔73英尺（22），面积236英畝（96公頃）。该机场有一条方向为5/23的跑道，跑道长宽为4,351乘75英尺（1,326乘23）。自2009年4月至2010年4月，该机场共起降飞机29,550次，平均每天约80次。在这接近三万次起降中，96%属于通用航空，3%属于小型短途商业航班，1%属于军事航空。在以该机场为枢纽的45架飞机中，约80%为单引擎飞机，约19%为多引擎飞机。